# Małgorzata Starowieyska

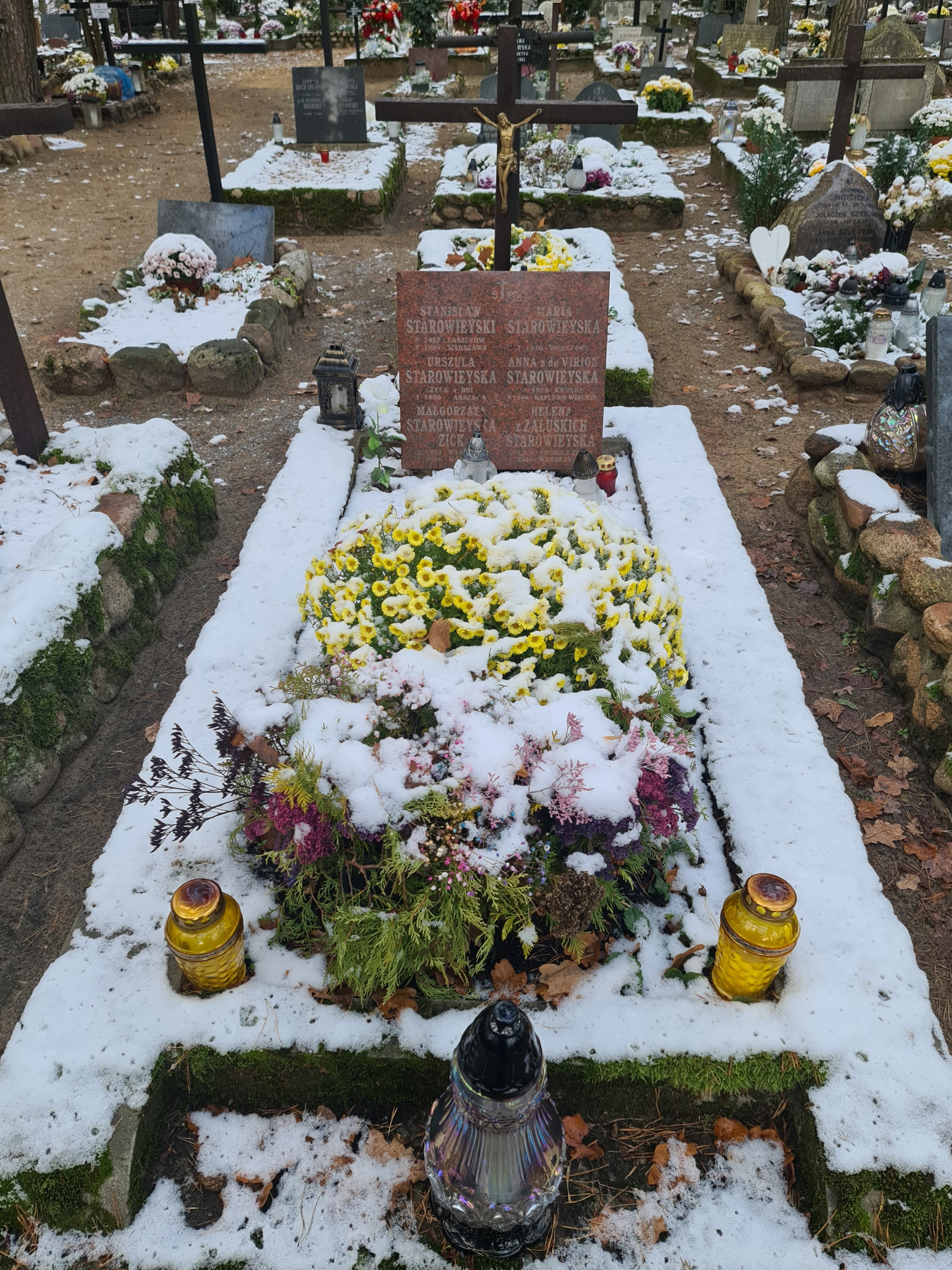
Grób Małgorzaty Starowieyskiej i jej rodziny na cmentarzu leśnym w Laskach

Małgorzata Maria Starowieyska, primo voto Zick, pseudonim Mao Star (ur. 31 października 1953 w Warszawie, zm. 2 maja 2006 tamże) – polska artystka; malarka, performerka, scenografka i choreografka. Mieszkała i tworzyła w Polsce (Warszawa, Skudzawy Stare), Niemczech Zachodnich (Berlin, Kilonia) i Francji (Paryż).
Córka Stanisława Starowieyskiego (syna Stanisława Kostki Starowieyskiego i Marii Szeptyckiej) i Heleny z domu Załuskiej (córki Ireneusza Załuskiego i Mary Didur-Załuskiej). Jej stryjem był Franciszek Starowieyski.

## Wykształcenie
- Ogólnokształcąca Szkoła Baletowa im. Romana Turczynowicza w Warszawie,
- Académie des Beaux-Arts w Paryżu – dyplom z malarstwa – Le Diplôme Supérieur d’Art Plastique (05.12.1979),
- Szkoła Filmowa w Berlinie Zachodnim (1979–1980) – roczna hospitacja.

## Działalność artystyczna
Najważniejsze obrazy i grafiki:
Kloszardzi (Paryż, 1976) – cykl obrazów, Samuel Beckett (Paryż, 1978) – obraz, Die Sarkophage (Berlin, 1985–86) – cykl obrazów, Bolero (Berlin, 1987–88) – action painting, Requiem (1993) – cykl, Matka (Warszawa, 2006) etc.
Współpracownicy:
Ute Aurand, Jens Carl Ehlers, Mikołaj Brykalski, Andreas Haltermann, Peter (Piotr) Lachmann, Daria Danuta Lisiecka, Joachim Lodek, Eustachy Kossakowski, Krzyś Lipowicz, Kamil Sipowicz, Ivo Staack, Maciek Pietracho, Zbigniew Papis, Ulrike Pfeiffer, Theater 100 Fleck, Artur Turalski, Dzidek Starczynowski, Peter Zick, Pierfranco Zappareddu etc.
Wybrane wystawy, performance, spektakle i publikacje:
- 1978 – Salon Majowy, La Liberté, Paryż
- 1978 – Dom Poety, Paryż
- 1979 – Muszle (cykl), Autoportret
- 1979 – Travaux sur papier-Objets 79, Villeparisis: Centre culturel municipal Jacques Prévert, Paryż
- 1980 – „Auuschnitte” (Regie: U. Aurand, Darsteller: M. S.), Berlin
- 1981 – Samuel Beckett, Galeria Pels-Leusden, Berlin[7]
- 1981 – Springen, Apocalypsys cum Figuris, Galerie Dominicus, Berlin[8]
- 1982 – VBK Kunst Tage Berlin, Nationalgalerie, Berlin[9]
- 1983 – Forum für Aktuelle Kunst, Berlin, Berlin
- 1983 – Okiana (Regie: U. Pfeiffer, U. Aurand, Darsteller: M. Starowieyska), 16mm, OF, Magnetton, BRD
- 1983 – Współpraca z Awangardowa Grupą Theater 100 Fleck (do 1985 roku), Berlin
- 1983 – Performance „Der Schrei” (E. Haug, T. Wagner), Berlin.
- 1984 – Verein Berliner Kunstler, Berlin
- 1984 – Galeria Syndikat, Neukölln, Berlin
- 1984 – Marathon – eine Performance, Künstlerhaus Bethanien[10]
- 1984 – Das Mysterium Theater, Berlin
- 1985 – Taniec Ikarusa, Club SO36, Berlin
- 1985 – Das Mysterium Theater, Berlin
- 1985 – Galerie Buchhandlung (Mao Star & Kamil Sipowicz), Berlin
- 1985 – „Mao Star”, [w:] „Kultur Jetzt” (748 Jahre Berlin), Nr. 40, Berlin 1985.
- 1985 – „Grand Café (Spielserie, 9 × 13min, 35mm, kolor, produkcja: Dibs-Film/WDR, reżyseria: Jens Carl Ehlers).
- 1985–1987 – Mit dem Kope gegen die Mauer, Berlin[11]
- 1986 – Galeria Poll, Eindhoven (Holandia)
- 1986 – AnFormen (Mao Star&Ivo Staack), Berlin[12]
- 1986 – Klub Riviera Remont, Warszawa
- 1986 – Galeria Tipheret (Mao Star & Kamil Sipowicz)[13], Berlin
- 1986 – Awangardowe Noce Performensu, Eksperymentalny Taniec, Stadthaus Böcklerpark, Kreuzberg, Berlin
- 1986 – „Südost Express- Kreuzberger Lokalzeitung”, Nr 101, A6455E, Berlin
- 1987 – Freie Berliner Kunstausstellung, Berlin
- 1988 – Arsenał ’88 (Ogólnopolska Wystawa Młodej Plastyki), Warszawa
- 1988 – Mandopera (Tanzperformance – Tanz und Regie: Malgorzata Starowieska), S-VHS, Farbe, 22 Min, Berlin
- 1989 – Bolero On The Blue Moon (Tanzperformance-Tanz und Regie: Malgorzata Starowieska), S-VHS, Farbe, 22 Min, Berlin
- 1989 – 13 Sarkofagów i I Dusza (performance), Festiwal Berlińskiej Sztuki Obrazu BBK, Berlin
- 1990 – Wystawa Towarzystwa Polskiej Kultury, Berlin
- 1990 – Domus de Janas Teatro (współpraca z Pierfranco Zappareddu), Cagliari
- 1991 – Samyuttanikaya” (videofilm, realizacja: M. S., R. Scherrer, P. Zick), Berlin
- 1991 – „Blue moon” (koncert-performance), Schauspielhaus, Erfurt
- 1993 – Festiwal „Pobocza Teatru”, Toruń
- 1994 – Płośnickie Lato Teatralne, Płośnice
- 1994 – Letnie Spotkania Teatralne, Kurzętnik
- 1994 – Warszawski Miesiąc Malarstwa, Warszawa
- 1997 – Warszawski Miesiąc Malarstwa, Warszawa
- 1999 – Mironalia – Festiwal Mirona Białoszewskiego[14], Warszawa
- 1999 – Artyści Ursynowa, Warszawa
- 2000 – Galeria Domu Sztuki SMB Jary, Warszawa
- 2000 – Mironalia – Festiwal Mirona Białoszewskiego, Warszawa[15]
- 2000 – 50-lecie malarzy warszawskich, Zamek Książąt Pomorskich
- 2002 – Ruchoma wystawa obrazów Sarkofagi, Jadłodajnia Filozoficzna, Warszawa
- 2004 – Ursynowskie Spotkania Twórców, Warszawa
- 2005 – Ursynowskie Spotkania Twórców, Warszawa
- 2006 – Matka, Ursynowskie Spotkania Twórców, Warszawa[16]

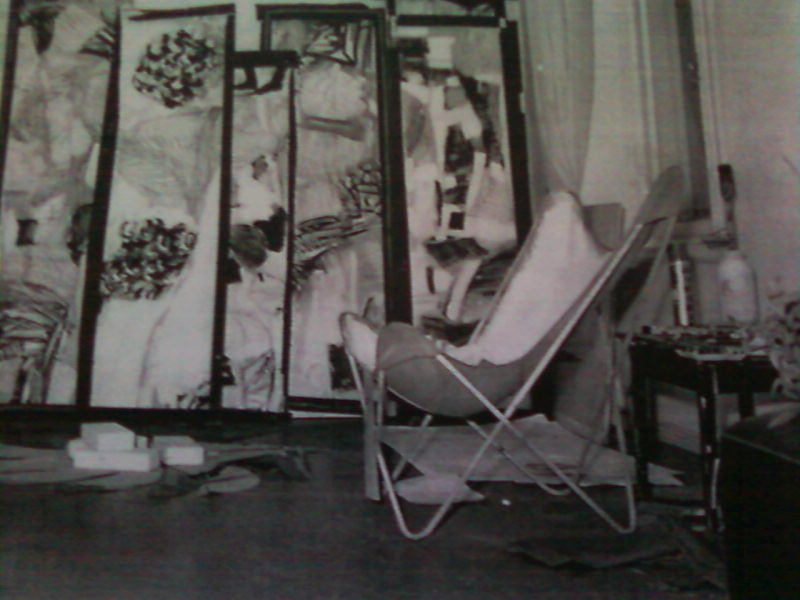
Cykl Die Sarkophage. Pracownia Mao Star w Berlinie. (Zdj. zdj. ze zbioru H. Starowieyskiej – K. Kobro)

## Inspiracje
Małgorzacie Starowieyskiej pośmiertnie został poświęcony poemat pt. Mao Star, który wchodzi w skład tomu poetyckiego Pieśni solarne Kamila Sipowicza. Poemat był inspiracją dla Kapsydy Kobro-Okołowicz, która przygotowała i przedstawiła pierwsze studium o życiu i twórczości artystki czym rozpoczęła autorski projekt badawczy Hommage à Małgorzata „Mao Star” Starowieyska.
Projekt ten, realizowany w ramach idei Line of apsides. Hommages (pamięci Anny Micińskiej, której życie i twórczość ma szczególne znaczenie dla autorki projektu), składa się z szeregu działań zmierzających do rejestrowania, przedstawienia (prezentacje zwłaszcza na gruncie polskim), nadania należnego statusu oraz ocalenia od zapomnienia twórczości Małgorzaty Starowieyskiej.
Za wykonywaną w ramach tego projektu pracę badawczą, Kapsyda Kobro otrzymała w październiku 2010 Nagrodę Ministra Kultury i Dziedzictwa Narodowego.
28 maja 2015 nakładem wydawnictwa „słowo/oraz terytoria” ukazała się książka Kapsydy Kobro pt. Mao Star. Instynktowne zanikanie w przestrzeni. Listy i materiały do biografii Małgorzaty Starowieyskiej (1953–2006). Publikacja została nagrodzona w listopadzie 2015 roku podczas 19. Poznańskich Dni Książki nie tylko Naukowej otrzymując Nagrodę Prezydenta Miasta Poznania za znakomity poziom edytorski, zaś 19 maja 2016 roku otrzymała Wyróżnienie w 56. Konkursie Polskiego Towarzystwa Wydawców Książek na Najpiękniejsze Książki Roku 2015 (Dział II – Książki naukowe, popularnonaukowe – humanistyka).